# Dope Stars Inc.
Dope Stars Inc. es una banda italiana de rock industrial fundada en la primavera del 2003 por Victor Love, Darin Yevonde, Grace Khold y Brian Wolfram. Son un reciente proyecto que se centra en el cyberpunk como imagen, apariencia y musicalmente.

## Historia

### Origen
Dope Stars Inc. fue formado el 8 de mayo de 2003 por Victor Love (vocales, guitarras, sintetizadores, batería electrónica), Grace Khold (teclado), Darin Yevonde (bajo) and Brian Wolfram (guitarra). Su idea fue crear una banda de "rock 'n' roll áspero, con una seductora mixtura de actitud punk y de ataques sónicos industriales". Al año siguiente, el primer EP de la banda fue lanzado con el nombre de 10.000 Watts of Artificial Pleasures. Cada parte del nombre de la banda significa algo. "Dope" representa lo dopado, sintético y lo adictivo del ácido del prozac que está presente en sus venas. "Stars" significa la actitud Rock 'n' Roll, y el "Inc." el lado Industrial de la música.

### 10.000 Watts of Artificial Pleasures EP
Dope Stars Inc. comenzó trabajando en su EP debut el 8 de mayo de 2003. Victor Love tomó cargo de crear la mayoría de las músicas, mientras que Grace Khold ayudó con las letras. Aunque, actualmente, Grace ya no es parte de la banda. El EP fue grabado rápidamente y sin costo alguno para producirlo. 
Agotado y actualmente sin ventas ya que la mayoría de las canciones que figuran en el EP fueron regrabadas para el álbum debut, Neuromance.

### Neuromance
Cuando Dope Stars Inc. escogió empezar la producción de su primer álbum, originalmente ellos lo titularon "New Breed of Digital Fuckers". Este nombre estaba decidido incluso después de haber firmado con Trisol Records en febrero de 2005. En este mismo mes, Brian Wolfram dejó la banda y fue reemplazado por Alex Vega (guitarrista de Klimt 1918).
En abril, fue anunciado que Thomas Rainer, el hombre detrás de L'Âme Immortelle, iba a producir tres pistas del álbum. Fue también anunciado que John Fryer actuaría como productor del nuevo álbum. El nombre del álbum cambió a: ://Neuromance en junio de 2005. 
//Neuromance (enlace roto disponible en Internet Archive; véase el historial, la primera versión y la última). es una referencia a la novela de William Gibson, Neuromante. William Gibson es considerado el padre de la cultura cyberpunk. 
//Neuromance (enlace roto disponible en Internet Archive; véase el historial, la primera versión y la última). fue lanzado el 22 de agosto de 2005.

### Make A Star EP
En el transcurso del año 2006 la banda continuó trabajando en un nuevo material, y el 4 de agosto se lanzó el EP Make a Star. El nuevo disco contenía cuatro canciones producidas por Victor Love y una nueva versión de la cancción "Make a Star", de nuevo producida por Thomas Rainer. Las existencias del disco se acabaron en menos de dos semanas.
Durante el verano del 2006 la banda actúa en los más importantes festivales alternativos de Alemania, Wave-Gotik-Treffen 2006, Amphi Festival y M'era Luna 2006.

### Gigahearts
Después de un año entero de conciertos, Dope Stars Inc. entró a Subsound Studio a grabar un nuevo álbum entre los meses de julio y septiembre del año 2006. Gigahearts fue publicado el 5 de diciembre del mismo año, después de una gira de conciertos que comprendieron once fechas en Alemania al lado de ASP. Luego de la gira, por motivos personales Grace Khold abandonó Dope Stars Inc. durante el invierno del 2006. Fue reemplazado inmediatamente por el guitarrista La Nuit.
El 27 de enero de 2007, la banda actuó en la premier de la película Saw III en Múnich, Alemania. Una nueva canción titulada "Getting Closer" inspirada en la película fue lanzada en la versión europea de la banda sonora del film. A comienzos del año 2007 Noras Blake se une a la banda (en vivo), encargado de los sintetizadores para los conciertos en Alemania, especialmente el de Wave-Gotik-Treffen 2007.

## Miembros

### Miembros Actuales
- Victor Love - Vocalista, Guitarra, Sintetizadores, Programador, Productor (2003-presente)
- La Nuit - Guitarras (2007-presente)
- Darin Yevonde - Bajo (2003-presente)

### Miembros En Vivo
- Noras Blake - Sintetizadores (2007-presente)

### Ex Miembros
- Grace Khold - Arte, Teclados (2003-2006)
- Brian Wolfram - Guitarra principal (2003-2005)

## Discografía

### Álbumes & EP
- 10.000 Watts of Artificial Pleasures EP - (2003)
- [[Neuromance|

//Neuromance (enlace roto disponible en Internet Archive; véase el historial, la primera versión y la última).]] - (2005)
- Make a Star EP - (2006)
- Gigahearts - (2006)
- Criminal Intents Morning Star EP - (2009)
- Ultrawired: Pirate Ketaware for the TLC generation - (2011)

### Ediciones Especiales
- [[Neuromance|Uso incorrecto de la plantilla enlace roto (enlace roto disponible en Internet Archive; véase el historial, la primera versión y la última).]] (DVD con remixes y canciones que no figuran en ningún álbum)

## Enlaces
- Dope Stars Inc. Site Oficial
- Dope Stars Inc. Myspace Oficial
- Dope Stars Inc. Street Team
- Dope Stars Inc. en Vampire Freaks Archivado el 30 de junio de 2007 en Wayback Machine.

- Datos: Q1242662